# Anomalluma mccoyi
Anomalluma mccoyi är en oleanderväxtart som först beskrevs av John Jacob Lavranos och Mies, och fick sitt nu gällande namn av Meve och Liede. Anomalluma mccoyi ingår i släktet Anomalluma och familjen oleanderväxter. Inga underarter finns listade i Catalogue of Life.